# 독한 것들의 진짜 운동법
《독한 것들의 진짜 운동법》은 퍼스널 트레이너 트레이너 강(강창근)이 쓰고 성균관대학교 의과대학 박용우 박사가 감수한 도서이다. 한국경제신문에서 발행했다.

## 줄거리
12주 독한 다이어트 운동법을 소개한다. 인터넷 다이어트 카페 '성공 다이어트/비만과의 전쟁' 운영진이자 전문 퍼스널 트레이너인 저자가 그간의 경험을 토대로 신속정확ㆍ효과만점ㆍ지속가능한 운동법의 핵심을 설명하고 시범해 보인다.

## 출판 정보
한국
ISBN 9788947527569